# L'imperi del silenci
L'imperi del silenci (títol original en francès, L'Empire du silence) és una pel·lícula documental belga dirigida per Thierry Michel i estrenada l'any 2022. S'ha doblat i subtitulat al català.

## Sinopsi
La guerra de la República Democràtica del Congo, amb les respectives violacions de drets humans denunciades per Denis Mukwege, xoca amb la indiferència de la comunitat internacional. El documental relata en profunditat dos assassinats ocorreguts el març de 2017.